# PlayStation Vita
PlayStation Vita (プレイステーション・ヴィータ?, Pureisutēshon Vīta) (ufficialmente abbreviata come PS Vita, precedentemente nota col nome in codice di "NGP", ovvero Next Generation Portable) è una console portatile per videogiochi prodotta da Sony Interactive Entertainment, svelata ufficialmente alla stampa videoludica a Tokyo il 7 giugno 2011. Il dispositivo è il successore della prima PSP e permette di usufruire di videogiochi, filmati, musica, immagini, navigare sul web e altre caratteristiche innovative.
È stata pubblicata il 17 dicembre 2011 in Giappone. Solo in America il 15 febbraio 2012 è stata pubblicata un'edizione limitata chiamata First Edition Bundle contenente una memory card da 4GB e il gioco Little Deviants. In America Latina, Europa e Oceania è uscita il 22 febbraio 2012. È una console "Region Free" e competeva commercialmente con la console Nintendo 3DS.
Il modello originale del palmare, la serie PCH-1000, comprende due stick analogici, un display OLED da 5 pollici (130 millimetri), un multi-touch capacitivo touch screen e il supporto Bluetooth, Wi-Fi e un opzionale 3G. Internamente la Vita offre un processore quad-core ARM Cortex-A9 MPCore e un'unità di elaborazione grafica quad-core PowerVR, così come un software LiveArea con un'interfaccia come utente principale, che sostituisce la XrossMediaBar.
Nell'ottobre 2013, venne resa disponibile in Giappone un modello ridisegnato di PS Vita, la serie PCH-2000, con una migliore durata della batteria, una memoria interna da 1 GB, più sottile e leggera tra gli altri miglioramenti. È stata venduta per il mercato occidentale nel febbraio 2014. Nel novembre 2013, PlayStation TV permette ai giocatori di giocare i giochi di PS Vita su un televisore uscito in Giappone (come PlayStation Vita TV), e in tutto il mondo a partire da ottobre 2014.

## Storia

### Preannuncio

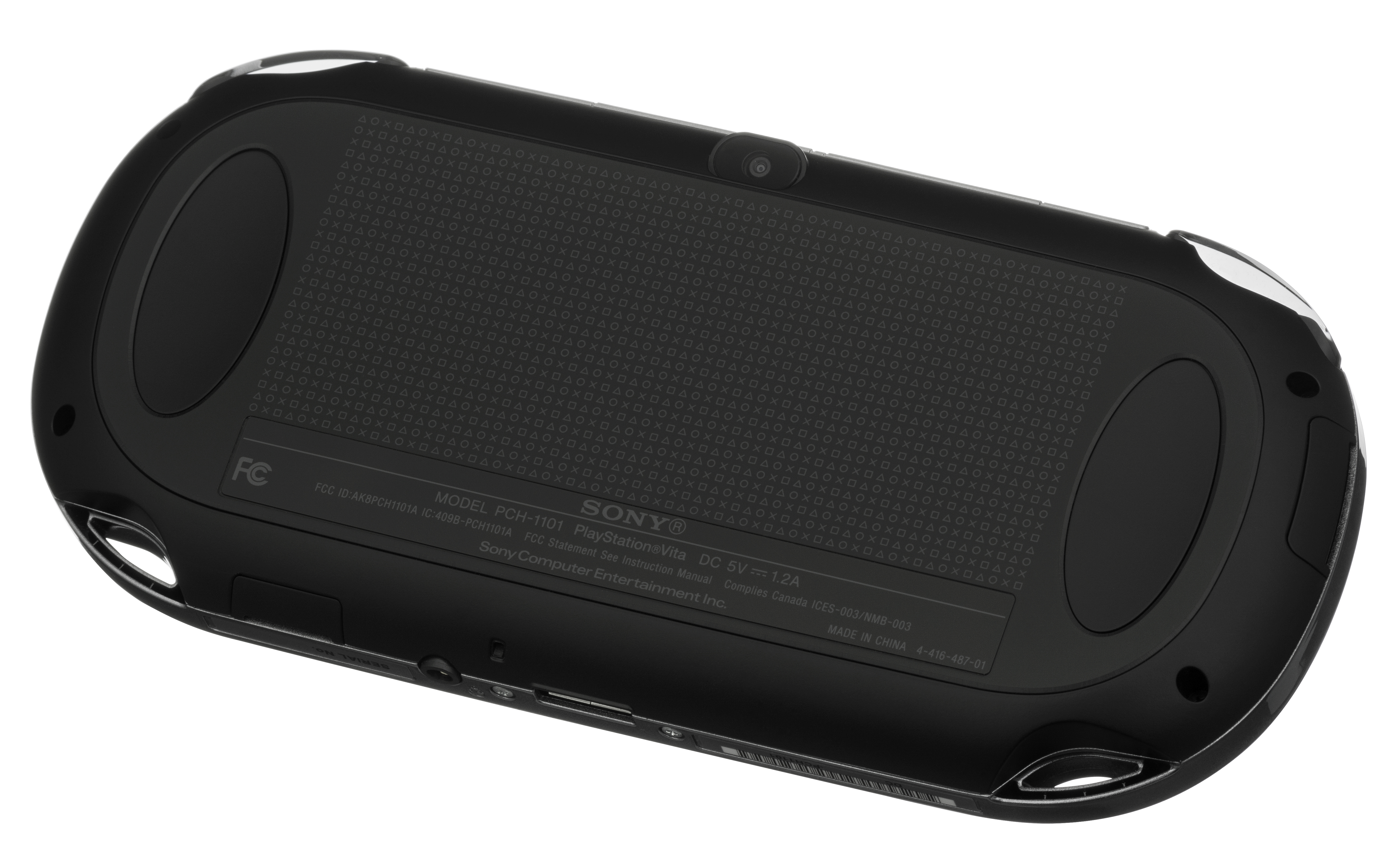
Il retro della console, con visibile il touchpad posteriore.

Le voci riguardo ad un successore della PlayStation Portable erano presenti fin dal 7 luglio 2009 quando Eurogamer riportò che la Sony stava lavorando su un tale dispositivo che utilizza il processore PowerVR SGX543MP e che opera a un livello simile all'originale Xbox.
Inoltre, il 7 luglio 2010 un articolo del The Wall Street Journal ha rivelato che un nuovo dispositivo portatile è attualmente in fase di sviluppo da parte di Sony e che "condivide le caratteristiche delle macchine da gioco, dei lettori Ebook e dei computer Netbook. Prima del suo annuncio da parte della Sony, numerosi siti come Kotaku, VG247, MCV e IGN, così come il vicepresidente del maggior editore di videogiochi Electronic Arts e Nikkei avevano confermato che il dispositivo esisteva. Shuhei Yoshida presidente della Sony Computer Entertainment aveva ammesso che essi stavano effettivamente sviluppando un nuovo hardware nella famiglia di videogiochi PlayStation. I kit di sviluppo per il dispositivo erano già stati spediti a molti sviluppatori di videogiochi tra cui sia la SCE Worldwide Studios che la terza parte di sviluppatori.
Il 17 novembre 2010, VG247 pubblicò le immagini di una versione prototipo che mostrava del successore di PSP che mostra un disegno PSP Go insieme a due stick analogici, due telecamere e un microfono. La fonte delle immagini disse che le foto erano di una vecchia versione del prototipo che aveva problemi di surriscaldamento, e che il progetto era stato successivamente cambiato in uno più simile all'originale PlayStation Portable. Kotaku e IGN corroborarono la storia, sostenendo anche che le foto erano legittime.
Il dispositivo è stato presumibilmente presentato interamente durante un incontro privato alla metà di settembre presso il quartier generale della Sony ad Aoyama a Tokyo. Shūhei Yoshida, presidente della Sony, rivelò in un'intervista con la rivista inglese Develop che quando Ken Kutaragi lasciò la Sony, il nuovo CEO, Kazuo Hirai disse alla SCE di impegnarsi nello sviluppo di una nuova PlayStation. Yoshida dichiarò che gli sviluppatori erano presenti alla riunioni fin dall'inizio quando la SCE stava sviluppando un nuovo hardware e che la SCE doveva parlare costantemente con lo sviluppatore Worldwide durante lo sviluppo del nuovo hardware. Un'ulteriore conferma arrivò il 16 settembre 2010, durante un'intervista al Penny Arcade Expo 2010, il produttore esecutivo di Mortal Kombat Shaun Himmerick rivelò un successore della PSP, riferendosi ad esso come "PSP2" e affermando "...abbiamo una PSP2 a casa e stiamo guardando il motore, come quello del supporto. Per noi è sempre una grande cosa la prestazione. Stiamo correndo a 60 fps, cosa possiamo fare e quando dobbiamo costruire tutti i beni d'arte finiti. Stiamo definitivamente a guardarli. La PSP2 sembra che sia una macchina abbastanza potente". Alla domanda sul successore della PlayStation Portable nel corso del Tokyo Game Show 2010, Shuhei Yoshida, disse che non poteva rispondere alla domanda osservando che "Personalmente non riesco a vedere Sony a non fare un altro dispositivo di gioco portatile". Il 2 novembre 2010, il vicepresidente della Electronic Arts, Patrick Soderlund, confermò di aver visto il successore della PlayStation Portable quando gli venne chiesto in un'intervista se non poteva rivelare maggiori dettagli. Il 22 dicembre 2010, il CEO della Sony, Kazuo Hirai, rispose alle domande su un potenziale successore della PlayStation Portable in un'intervista con il The New York Times dicendo che avrebbe impressionato i giocatori nel mercato dei palmari utilizzando una combinazione di tasti e touchscreen piuttosto che una combinazione di giochi sullo schermo sulle piattaforme concorrenti come l'IPhone e l'IPod touch.
Il dispositivo, conosciuto con il nome in codice "Next Generation Portable" (NGP), venne presentato il 27 gennaio 2011 dal presidente della Sony Kazuo Hirai durante il PlayStation Meeting, sfoggiando un aspetto simile alle prime PSP, se non per i bordi leggermente più rotondi. L'ultima volta che il nome PlayStation Meeting era stato usato era nel 2005 quando la Sony delineò i piani di lancio della PlayStation 3. Inoltre MCV affermò che la Sony disse agli editori che il dispositivo sarebbe stato potente come la PlayStation 3. Più tardi, la Sony negò con il responsabile di ricerca della piattaforma che affermò "Non funzionerà a 2 GHz perché la batteria avrebbe una durata di cinque minuti e probabilmente darebbe fuoco ai vostri pantaloni". Yoshida confermò anche che la console sarebbe stata oggetto del taglio di alcune caratteristiche durante il suo sviluppo. Sony rivelò anche che il dispositivo avrebbe utilizzato un mix di distribuzioni digitali e giochi e che la Sony avrebbe gradualmente rivelato più informazioni durante il Game Developers Conference 2011 e all'E3 2011.

### Post-annuncio
Il 6 giugno 2011 al E3 2011, Sony annunciò che il nome del dispositivo sarebbe stato "PlayStation Vita" con il rilascio e le informazioni dei prezzi. Il nome ha origine dall'omonimo termine latino. Lo stesso dispositivo consente una combinazione di realtà aumentata di gioco e una connessione sociale, insieme ai servizi "Near" e "Party" rispettivamente nelle vicinanze di networking e applicazione di conferenza cross-game.
Al Game Developers Conference 2011, Sony rivelò alcuni dettagli sulle carte vita durante il loro pannello di Next Generation Portable. Un'altra opzione di archiviazione "Removable Memory" venne rivelato essere disponibile per PlayStation Vita. Sony disse anche che stavano attuando "una presentazione unica per entrambi i formati" per semplificare il processo di ottenere giochi approvati per entrambe le versioni basati su carte e scaricabili. Inoltre venne annunciato che solo 3 dei 4 Core simmetrici della CPU saranno disponibili per le applicazioni, insieme a due telecamere, riconoscimento facciale, riconoscimento della testa e capacità di tracciamento. In seguito al Tokyo Game Show, il presidente della Sony Shuhei Yoshida confermò che la console sarebbe stata messa in commercio in ogni regione. Al Gamescom 2011, Sony rese ufficiale che la console sarebbe stata retrocompatibile e che avrebbe supportato tutti i giochi PSP presenti sullo Store, mostrando un addetto di Capcom mentre giocava a Monster Hunter Portable 3rd.
Il braccio giapponese della Sony disse che il The Wall Street Journal in alcune sue relazioni precedenti, comprese quelle con il presidente della SCEA Jack Tretton, suggeriva che il recente terremoto e maremoto del Tōhoku del 2011 avrebbe ritardato la commercializzazione della PlayStation Vita in alcuni territori. Ciò, secondo Sony, sarebbe stato addirittura "sbagliato". Il rappresentante della Sony Satoshi Fukuoka disse che non si aspettava "nessun impatto del terremoto sul nostro piano di lancio". Nel mese di agosto 2011, Sony confermò che il sistema sarebbe stato commercializzato entro la fine del 2011 in Giappone ma non "fino all'inizio del 2012" in Europa e America. Nel mese di ottobre 2011, Sony annunciò che il sistema sarebbe stato distribuito il 22 febbraio in Europa e Nord America.
Un'edizione limitata venne pubblicata in Nord America il 15 febbraio 2012, una settimana prima del lancio ufficiale, che comprendeva il modello 3G/WiFi del dispositivo (modello Wi-Fi in Canada) il gioco Little Deviants, un'edizione limitata di custodia e una scheda di memoria da 4 GB. Infine, il 22 febbraio 2012 la PS Vita venne messa in commercio in tutta Europa, in Nord America, Singapore, Sud America e in Australia il giorno dopo. A fine febbraio, la console aveva già venduto 1,2 milioni di copie in tutto il mondo, metà delle quali acquistate in Europa e negli USA mentre in Giappone le vendite ebbero fin da subito un brusco calo. Shūhei Yoshida, vicepresidente di SCE, dichiarò che PS Vita avrebbe avuto un ciclo vitale di otto anni. Dopo pochi mesi dall'uscita, tra aprile e maggio 2012, vi furono alcuni tagli di prezzo per la console, nonostante questi non fossero ufficiali, arrivando a 219€ o meno per il modello Wi-Fi, in altri casi venne inclusa nella confezione una memory card da 4 GB per incoraggiarne l'acquisto, difatti nonostante fosse stata apprezzata dagli appassionati non riuscì ad ottenere il successo di massa sperato.
Nel maggio 2013, Sony annunciò che i giochi della PlayStation 4 che non richiedevano la PlayStation Camera sarebbero stati compatibili con la riproduzione remota sulla PS Vita. Il 20 agosto 2013, Sony confermò che la "Vita" avrebbe avuto un calo di prezzi negli Stati Uniti e in Europa, con effetto immediato. Il prezzo sarebbe sceso a 199$ negli Stati Uniti e 199€ in Europa. Anche le schede di memoria Vita diminuirono di prezzo, con la scheda di memoria da 4 GB ridotta a 14,99$, la scheda da 8 GB ridotta a 19,99$, la carta da taglio da 16 GB a 39,99$ e la carta da taglio a 32 GB a 79,99$.

### 2014-2019
Entro la metà del 2014, Sony fece diversi commenti sul cambio di direzione della PlayStation Vita. Yoshida dichiarò che Sony avrebbe pubblicato un minor numero di giochi first party per la piattaforma. Tuttora, visto il confronto con i dati di vendita del rivale Nintendo 3DS, la PlayStation Vita è considerata un flop commerciale, anche per la mancanza di giochi first party o comunque di grandi software house. Il 1º marzo 2019 viene ufficializzato lo stop alla produzione della console.

## Caratteristiche
|                        | PlayStation Vita |
| ---------------------- | --- |
| Dimensioni             | - Larghezza: (182 mm) - Profondità: (18,6 mm) - Altezza: (83,5 mm) |
| Schermo (touchscreen)  | - 5 pollici (16:9) - Risoluzione: 960 x 544 - circa 16 milioni di colori - schermo Multi-touch OLED |
| Fotocamere             | Anteriore e posteriore VGA 0.3 - 1.3 megapixel |
| Audio                  | - altoparlanti stereo integrati - microfono integrato |

PlayStation Vita card

Memory card PlayStation Vita da 4 GB

| Sensori                | - Sistema di rilevamento del movimento a sei assi (giroscopio a tre assi, accelerometro a tre assi) - Bussola elettronica a tre assi |
| Posizione geografica   | GPS integrato con supporto wireless |
| Tasti/Interruttori     | - tasto PS - tasto di accensione - tasti direzionali (su/giù/destra/sinistra) - tasti azione (triangolo, cerchio, croce, quadrato) - tasti laterali (destra/sinistra) - levetta destra - levetta sinistra - tasto START - tasto SELECT - tasti volume (+/-) |
| Comunicazioni wireless | - connettività rete mobile (3G) - IEEE 802.11b/g/n (n = 1x1) (wireless) (Modalità Infrastruttura/Modalità Ad hoc) - Bluetooth 2.1+EDR (A2DP/AVRCP/HSP) |
| Durata batteria        | 6 ore circa (uso intermedio) |
| RAM                    | 512 MB |
| CPU                    | ARM ARM CortexTM-A9 (Quad-core) 2 GHz max |
| GPU                    | PowerVR SGX543MP4+ (128 MB di VRAM) a 444 MHz |

## Prezzi al lancio
|       | PlayStation Vita | PlayStation Vita |
| Wi-Fi | Wi-Fi + 3G       |                  |
| ----- | ---------------- | ---------------- |
| Euro  | 249,99 €         | 299,99 €         |
| GBP   | 229,99 £         | 279,99 £         |
| USD   | 249,99 $         | 299,99 $         |
| Yen   | 24.980 ¥         | 29.980 ¥         |

## App di gioco

### Trofei
Sony ha annunciato che la console avrà il pieno supporto dei trofei, sarà possibile utilizzare la gamertag che attualmente gli utenti usano su PS3, comunicare con gli amici tramite messaggi, navigare e aggiungere i trofei per Vita ai trofei per PS3.

### PlayStation Store
Negozio online della console, accessibile dal menù principale anche durante il gioco, dove si potranno scaricare i Giochi PSN, Giochi PS Vita, Giochi PSP, Giochi PSOne, DLC, Demo, Video, Temi, Avatar, Immagini e App.

### Party
Con Party si potrà comunicare con i propri amici su PlayStation Network in qualsiasi momento. Pre-installata sul sistema PS Vita, quest'applicazione per le chat vocali e di testo ti consente di comunicare con un massimo di otto partecipanti, indipendentemente da cosa tu stia facendo. Commenta il titolo a cui stai giocando o le pagine Web che stai visitando, oppure elabora una strategia comune per le partite in modalità multigiocatore.

### Near (vicino)
Sony ha annunciato che la console PS Vita vanterà di un'applicazione chiamata Near che sarà in grado di trovare tutti i giocatori presenti nelle nostre vicinanze (simile allo StreetPass di Nintendo 3DS). La versione 3G disporrà di una più vasta gamma di funzioni rispetto alla versione Wi-Fi, potendo sfruttare appieno le caratteristiche dell'apposito modulo AGPS integrato.

### Messaggistica PSN
Con quest'applicazione si potranno inviare oltre a messaggi testuali anche foto, video, ed aggiornamenti dei giochi.

## App multimediali

### Browser Internet
Funziona come un normale browser su PC, compatibile con lo schermo tattile.

### Musica, Video, Foto
Per ognuna di esse ci sarà un'applicazione divisa dalle altre, dove si potranno quindi visualizzare le immagini e riprodurre video o musica.

## App social

### Facebook
Si può creare il proprio profilo personale, connettersi con gli amici, colleghi e familiari e interagire con i tuoi contatti.

### Skype
Ci si può connettere tramite chat vocale e interagire con persone da tutto il mondo senza ulteriori spese. L'applicazione non è più supportata da circa metà del 2016.

### LiveTweet
Un'applicazione di Twitter nella quale si possono fare follower istantaneamente e interagire con tutti come su un PC.

### YouTube
L'app ufficiale di YouTube fu lanciata nel tardo Giugno del 2012. Il supporto per essa è stato chiuso il 20 Aprile 2015.

### Altri social network
Si possono scaricare altri Social Network come Flickr o Foursquare per utilizzi differenti come la mostra di immagini o check-in di luoghi.

## Altre applicazioni

### t@g
Un'applicazione che permetterà di segnare dei luoghi specifici con dei graffiti personalizzati che possono essere visti da chiunque.

### Frobisher Says!
Una serie di mini giochi che permettono all'utente di utilizzare tutte le caratteristiche di PlayStation Vita. È possibile anche connettersi fino a un massimo di 12 giocatori (questa applicazione viene fornita in anteprima e in modo gratuito agli utenti che hanno preordinato la console con il Gift Pack).

### Spazio di benvenuto
È una applicazione dove ci sono alcuni giochi che mostrano le funzionalità della console.

### Ecolibrium
Applicazione che permette di simulare degli ecosistemi con animali e piante.

### Spazio disegno
Con fogli per disegnare e possibilità di giocare in modalità Ad Hoc.